# Miss Lucy R.
Miss Lucy R. est le deuxième cas présenté par Sigmund Freud dans les Études sur l'hystérie et Joseph Breuer. Il s'agit d'une gouvernante britannique qu'il va traiter durant neuf semaines à partir de décembre 1892

## Hypnose
Elle a 30 ans, est gouvernante et présente des troubles de l'odorat (perte de l'odorat, hallucinations olfactives, etc.) qu'il a classés dans les hystéries. Freud qui pratique encore l'hypnose et la suggestion échoue à endormir cette patiente qui, lorsque Freud lui ordonne : « Dormez ! » répond immanquablement « Mais Docteur, je ne dors pas ! ».

## Apposition
C'est en se souvenant de propos d'Hippolyte Bernheim sur l'oubli des souvenirs évoqués sous hypnose qu'il se rappelle que le médecin français obtient parfois de meilleurs résultats avec la technique suivante. Il entreprend donc de lui serrer la tête entre les mains en lui donnant la consigne suivante : « Vous allez vous (en) souvenir sous la pression de mes mains. Au moment où cette pression cessera, vous verrez quelque chose devant vous et il vous passera dans la tête une idée qu'il faudra saisir, ce sera celle que nous cherchons. Eh bien qu'avez-vous vu ou pensé ? ». Elle lui avoue alors qu'elle est amoureuse du veuf dont elle garde les enfants et que les troubles olfactifs dérivent de l'odeur du cigare que celui-ci fume régulièrement. C'est à partir de cette prise de conscience que l'état de la patiente s'améliore.
Selon le texte lui-même les problèmes d'odorat sont aussi liés à une scène marquante avec les enfants dont elle avait la garde :
«  Oh ! oui, dit elle, je le sais très bien, c’est qu’il y a deux mois environ, deux jours avant mon anniversaire. Je me trouvais dans la salle d’études avec les enfants et jouais avec elles (deux fillettes) à faire la cuisine. On me remet une lettre que le facteur vient d’apporter… c’est une lettre de ma mère… je veux l’ouvrir et la lire, mais les enfants se jettent sur moi… « c’est sûrement une lettre pour ton anniversaire, nous allons la mettre de côté. » Tandis que les enfants avaient planté là l’entre-mets qu’elle faisait cuire brûlait. Cette odeur me poursuit, je la sens tout le temps et elle devient plus forte quand je m’énerve.» 
Freud explique qu'à ce moment Miss Lucy R. était tiraillée entre sa volonté de rejoindre sa mère malade et celle de demeurer au service de son patron (dont elle était inconsciemment amoureuse). Ce refoulement de ses sentiments envers son patron serait ainsi à l'origine de ses troubles olfactifs.

## Refoulement
C'est avec cette patiente que Freud se rend compte de l'importance du mécanisme de refoulement (l'amour pour l'homme de qui elle était employée), une idée inacceptable qui en l'occurrence donne lieu, par substitution, à une innervation somatique (conversion).

## Freud en recherche de méthode
Ce genre de cure est tout à fait typique de la période où la technique de Freud évolue encore dans une phase pré-psychanalytique en hypnose, suggestion et règle de libre association.